# Horst Wolter
Horst Wolter (Berlino, 8 giugno 1942) è un ex calciatore tedesco, di ruolo portiere.

## Palmarès

### Club

#### Competizioni nazionali
- Campionato tedesco: 1

Eintracht Braunschweig: 1966-1967

#### Competizioni internazionali
- Coppa Piano Karl Rappan: 2

Hertha Berlino: 1973, 1976